# Miguel Perrin
Miguel Perrin (Francia, 1498? - Sevilla, 1552) es un escultor renacentista de origen francés. Se desconoce la fecha exacta de su nacimiento, las primeras referencias que se tienen sobre su obra parten de 1517, cuando el Cabildo de la Catedral de Sevilla lo contrató para realizar 16 figuras que debían de formar parte del cimborio de dicho templo, entre las que destaca la Virgen del Reposo. En la documentación existente se le nombra como Maestre Miguel, sin citar ningún apellido, lo cual ha dado lugar a una confusión historiográfica con un cierto Miguel Florentín de procedencia italiana. 
Entre sus obras principales se encuentran varios relieves en barro cocido situados en la Puerta del Perdón (1519-1521), la Puerta de Palos (1520) y la Puerta de Entrada en Jerusalén (1521-1523) de la Catedral de Sevilla. También se le atribuye la Virgen del Oratorio (donada a la Catedral de León en el año 1536, actualmente en Museo Catedralicio-Diocesano del templo) y el grupo de la Lamentación de la capilla de los Mondragón de la Catedral de Santiago de Compostela (1526-1527).